# Соколовский, Лука Александрович
Лука Александрович Соколо́вский (1808—1883) — русский горный инженер, горный начальник, управляющий горными заводами, генерал-лейтенант (1861).

## Биография
Родился 3 (15) февраля 1808 года в дворянской семье Нижегородской губернии.
В 1827 году окончил Горный кадетский корпус в Санкт-Петербурге. Был награждён за успехи в учёбе: большой золотой, малой золотыми, малой серебряной медалями и книгами.
В 1830—1833 годах изучал горнорудное производство и рудники в Германии и Австрии, где оценил преимущества свободного труда (по договору, не крепостного) и равенства гражданских прав на саксонских горных заводах.
В 1834—1837 годах был производителем проб серебра Барнаульской главной лаборатории. В 1837—1843 года работал управляющим на Барнаульском сереброплавильном заводе, одновременно, был инспектором училища и школ Алтайского горного округа.
В 1843—1852 годах — горный начальник Колывано-Воскресенских, а затем Алтайских заводов, внедрял в производство немецкие технологии. Собрал большую минералогическую коллекцию.
C 1853 года — член Совета и Ученого комитета Корпуса горных инженеров в Санкт-Петербурге.
В 1858—1860 годах входил в состав комиссии по выработке условий отмены принудительного труда в горно-металлургической промышленности. Работал в Кабинете его императорского величества.
Умер 12 (24) марта 1883 года, похоронен на кладбище Новодевичьего монастыря в Санкт-Петербурге. На 1913 год «подле него похоронены М. Л., Н. А. и Е. А. Соколовские».

## Чины и звания
- 11 (23) апреля 1854 — генерал-майор
- 23 апреля (5 мая) 1861 — генерал-лейтенант[6]

## Награды
- 1838 — Орден Святой Анны III степени
- 1841 — Орден Святого Владимира IV степени
- 1843 — Орден Святого Станислава II степени
- 1848 — Орден Святой Анны II степени
- 1878 — Орден Святого Александра Невского, 18 (30) апреля 1878. Алмазные знаки к ордену, 12 (24) апреля 1881.

## Членство в организациях
- 1871 — почётный член Императорского Санкт-Петербургского минералогического общества.

## Семья
- Супруга — Елена Александровна, дочь обербергмейстера.
- Дети — Александр (переводчик), Пётр, Мария и Елизавета[7].

## Память
- Памятная доска на здании бывшей канцелярии в городе Барнаул: В этом здании в XVIII—XIX вв. работали крупные новаторы производства и ученые исследователи Алтая: Соколовский (1837-50 гг.), и список других фамилий.